# خلية اصطناعية
الخلية الاصطناعية أو الخلية الصغيرة جسيم معدّل هندسيًا يحاكي واحدة أو عدة وظائف للخلية البيولوجية. لا يشير المصطلح إلى كيانٍ مادي معين، بل يشير إلى فكرة أن وظائف أو تراكيب معينة للخلايا البيولوجية يمكن استبدالها أو تعويضها بكيان اصطناعي. غالباً، تكون الخلايا الاصطناعية عبارة عن أغشية بيولوجية أو بوليمرية تحيط بمواد نشطة بيولوجياً. لذا، صنفت الجسيمات النانوية، الجسيمات الشحمية، الجسيمات الشحمية البوليمرية، الكبسولات الدقيقة وعدد من الجسيمات الأخرى كخلايا اصطناعية. يسمح التغليف الدقيق بالتمثيل الغذائي داخل الغشاء وبتبادل الجزيئات الصغيرة ومنع مرور المواد الكبيرة عبره. تشمل المزايا الرئيسية للتغليف تحسين التكيف داخل الجسم وزيادة الذوبانية للمحتويات الداخلية وانخفاض الاستجابة المناعية. بشكل ملحوظ، أظهرت الخلايا الاصطناعية نجاحاً عملياً في الإرواء الدموي.
في مجال البيولوجيا التركيبية، عرفت الخلية الاصطناعية «الحية» بأنها خلية مبتكرة بالكامل يمكنها التقاط الطاقة والحفاظ على تدرجات الأيونات، تحتوي على جزيئات كبيرة إضافةً لتخزين المعلومات والقدرة على التطور. ليست خلية كهذه مجدية تقنياً بعد، لكن أنشئ نوع مختلف من الخلايا الاصطناعية من خلال إدخال جينوم صناعي بالكامل في خلية مضيفة خالية جينومياً. ومع أنه ليس مصطنعاً بالكامل لأن المكونات السايتوبلازمية وكذا الغشاء يحتفَظ بها من الخلية المضيفة، فإن الخلية المهندسة تخضع لسيطرة الجينوم الاصطناعي ويمكنها التكاثر.

## لمحة تاريخية
طوّر توماس تشانغ أول خلايا اصطناعية في جامعة ماكجيل في الستينيات من القرن التاسع عشر. تتكون هذه الخلايا من أغشية فائقة الرقة من النايلون والكولوديون أو البروتين المتشابك الذي تسمح خواصه شبه النفاذة بانتشار الجزيئات الصغيرة داخل وخارج الخلية. كانت الخلايا بحجم الميكرون ومحتوية على خلايا وإنزيمات وهيموغلوبين ومواد مغناطيسية وعازلات وبروتينات.
تراوحت أبعاد الخلايا الاصطناعية اللاحقة بين المئة مايكرومتر إلى النانومتر ويمكنها احتواء الكائنات الحية الدقيقة واللقاحات والجينات والأدوية والهرمونات والببتيدات. استخدمت الخلية الاصطناعية لأول مرة سريرياً في الإرواء الدموي من طريق كبسلة الكربون المنشط.
في السبعينيات من القرن التاسع عشر، تمكن الباحثون من إدخال الإنزيمات والبروتينات والهرمونات إلى الكبسولات الدقيقة القابلة للتحلل حيوياً، مؤديةً لاحقًا إلى استخدامها سريرياً في أمراض كمتلازمة ليش نيهان. مع أن أبحاث تشانغ الأولية ركزت على خلايا الدم الحمراء الاصطناعية، غير أنها طورت خلايا الدم الحمراء الاصطناعية القابلة للتحلل الحيوي فقط في منتصف التسعينيات. استُخدمت الخلايا الاصطناعية للخلايا الحية المغلفة لأول مرة سريرياً سنة 1994 لعلاج مريض السكري ومنذ ذلك الحين غلفت أنواعًا أخرى من الخلايا كخلايا الكبد والخلايا الجذعية البالغة والخلايا المعدلة وراثيًا وهي قيد الدراسة لاستخدامها في التجديد النسيجي.
في التاسع والعشرين من كانون الأول 2011، أبلغ كيميائيون في جامعة هارفارد عن إنشاء غشاء خلوي اصطناعي.
بحلول عام 2014، صُنّعت خلايا بكتيرية اصطناعية، ذاتية التكاثر بجدران خلوية ودنا اصطناعي. في كانون الثاني من نفس العام، أنتج الباحثون خلية حقيقية النواة اصطناعية قادرة على الشروع بتفاعلات كيميائية متعددة من خلال العضيات الحية.
في أيلول 2018، طور باحثون من جامعة كاليفورنيا خلايا اصطناعية قاتلة للبكتيريا. صُممت الخلايا تصاعدياً -مثل كتل الليغو- لقتل البكتيريا.

## المواد
تتكون أغشية الخلايا الاصطناعية من بوليمرات بسيطة وبروتينات متشابكة وأغشية دهنية أو معقدات دهنية-بوليمرية. علاوة على ذلك، يمكن هندسة الأغشية لتظهر بروتينات سطحية مثل الألبومين والمستضدات والأنزيمات الناقلة للصوديوم/البوتاسيوم أو المسامات كالقنوات الأيونية. تشمل المواد الشائعة المستخدمة لإنتاج الأغشية بوليمرات الهيدروجيل مثل الألجينايت والسليلوز والبوليمرات البلاستيكية الحرارية كهيدروكسي إيثيل ميثاكريلات-ميثيل ميثاكريلات (هيما-إم إم إي)، وبولي أكريلونيتريل-بولي فينيل (بان-بي في سي)، إضافةً لأشكال مختلفة من المواد المذكورة آنفا. تحدد المادة المستخدمة نفاذية غشاء الخلية، والتي تعتمد بالنسبة للبوليمر على الوزن الجزيئي المقطوع (إم دبليو سي أو). الوزن الجزيئي المقطوع: الوزن الجزيئي الأقصى للجزيء الذي قد يمر بحرية عبر المسام وهو مهم لتحديد الانتشار الكافي للعناصر الغذائية والمخلفات والجزيئات المهمة الأخرى. تتمتع البوليمرات المحبة للماء بقدرتها على التوافق حيوياً مع النسيج الحي ويمكن تصنيعها بأشكال متنوعة تشمل مذيلات بوليمرية ومخاليط سول-جل وتوليفات فيزيائية وجسيمات متشابكة وجسيمات النانو. تحظى البوليمرات المستجيبة للمحفزات بأهمية خاصة حيث تستجيب لتغيرات درجة الحموضة أو درجة الحرارة لاستخدامها في التسليم المستهدف. يمكن إعطاء هذه البوليمرات بشكل سائل من خلال الحقن المجهري وتتجمد أو تصبح هلامية في موضعها بسبب الاختلاف بدرجة الحموضة أو درجة الحرارة. تستخدم تجهيزات الجسيمات النانوية والجسيمات الشحمية أيضًا روتينياً لتغليف المواد وإيصالها. لدى الجسيمات الشحمية ميزة رئيسية هي قدرتها على الاندماج بأغشية الخلايا والعضيات الخلوية.

## التحضير
طُورت طرق مختلفة من إعداد الخلايا الاصطناعية وتغليفها. عادةً، يجري تصنيع الحويصلات كالجسيمات النانوية والبوليمرات أو الجسيمات الشحمية. يصنع المستحلب غالباً باستخدام معدات الضغط العالي مثل المجانس عالي الضغط أو المميّع الدقيق. وُصفت أيضاً طريقتان للتغليف الدقيق للنيتروسيليلوز أدناه.

### التجانس عالي الضغط
في المجانس عالي الضغط، يدفع سائلان في زيت/ سائل مستعلق عبر فتحة صغيرة تحت ضغط مرتفع للغاية. تقسم هذه العملية النواتج وتسمح بتكوين جسيمات دقيقة للغاية، يصل حجمها إلى 1 نانومتر.

### التمييع الدقيق
تستخدم التقنية مميّعًا دقيقًا ممتازًا للحصول على كمية أكبر من المستعلقات المتجانسة التي يمكنها خلق جزيئات أصغر من المجانسات. يستخدم المجانس أولاً لإنشاء مستعلق خشن ليضخ بعد ذلك في مميّع دقيق تحت ضغط عالٍ. ينقسم التدفق بعدها لمجريين يتفاعلان بسرعات عالية جدًا في حجرة التفاعل للحصول على حجم الجسيم المطلوب. تسمح هذه التقنية بالإنتاج واسع النطاق للجسيمات الشحمية الفسفورية ولاحقاً تغليف المواد النانوية.

### أسلوب الإسقاط
في هذه العملية، يدمج محلول خلوي بالتنقيط في محلول كولوديون دبق من نترات السليلوز. في أثناء انتقال القطرة عبر الكولوديون، تغطى بغشاء بفضل خصائص البلمرة البينية للكولوديون. تستقر الخلية لاحقًا في البارافين حيث يثبت الغشاء وتعلق أخيرًا بمحلول ملحي. يستخدم أسلوب الإسقاط لإنشاء خلايا اصطناعية كبيرة تغلف الخلايا البيولوجية والخلايا الجذعية والخلايا الجذعية المعدلة وراثيًا.

### طريقة المستحلب
تختلف طريقة المستحلب بأن المادة المراد تغليفها عادة تكون أصغر وتوضع في قاع حجرة التفاعل حيث يضاف الكولوديون أعلاها ويطرد مركزيًا، أو يختل بطريقة أخرى لأجل تكوين مستحلب. تغمر المادة المغلفة بعد ذلك وتعلق في محلول ملحي. 

## العلاقة السريرية

### نشر الأدوية وإيصالها
تختلف الخلايا الاصطناعية المستخدمة في توصيل الأدوية عن الخلايا الاصطناعية الأخرى لأن محتوياتها تهدف للانتشار خارج الغشاء، أو لأن تبتلع وتهضم من قبل الخلية المستهدفة المستضيفة. غالبًا تستخدم الخلايا الاصطناعية ذات الأغشية الدهنية دون الدقيقة المسماة بالكبسولات النانوية، الجسيمات النانوية أو البوليمرات أو أشكالًا أخرى من نفس التعبير.

### العلاج بالأنزيم
تجري دراسة العلاج بالإنزيم بشكل نشط لأمراض التمثيل الغذائي الوراثية حيث يكون الإنزيم مفرط الإنتاج أو قليل الإنتاج أو معيبًا أو لا يوجد على الإطلاق. في حالة نقص الإنتاج أو إنتاج إنزيم معيب، يدّخل شكل نشط من الإنزيم في الجسم لتعويض الناقص. من ناحية أخرى، يواجه الإفراط في الإنتاج الإنزيمي من طريق إدخال إنزيم غير وظيفي مضاد; أي إنزيم يحول المادة المتفاعلة إلى منتجات غير نشطة. عند وضعها داخل خلية اصطناعية، يمكن للإنزيمات تأدية وظائفها لفترة أطول بكثير مقارنة بالإنزيمات الحرة ويمكن تحسينها بشكل أكبر من طريق الاقتران البوليمري.
أول إنزيم جرت دراسته حول الخلايا الاصطناعية المغلفة هو الأسباراجيناز لعلاج الساركوما اللمفاوية في الفئران. أدى العلاج إلى تأخير ظهور الورم ونموه. أدت النتائج الأولية لمزيد من الأبحاث لاستخدام الخلايا الاصطناعية لتوصيل الإنزيم إلى الأورام الميلانينية المعتمدة على التيروزين. تعتمد هذه الأورام على التيروزين أكثر من الخلايا الطبيعية من أجل النمو، وقد أظهرت الأبحاث أن خفض المستويات الجهازية من التيروزين لدى الفئران يمكنه تثبيط نمو الأورام الميلانينية. يسمح استخدام الخلايا الاصطناعية في توصيل إنزيم التيروزيناز؛ ويسمح الإنزيم الذي يهضم التيروزين، باستقرار إنزيمي أكبر ويظهر فعالية بإزالة التيروزين دون حدوث الآثار الجانبية الشديدة المرتبطة بنقصان التيروزين في النظام الغذائي.
يعد العلاج الإنزيمي بالخلايا الاصطناعية مفيدًا أيضاً لتنشيط الأدوية الأولية مثل إفوسفاميد المستخدم في بعض أنواع السرطان. يمكن تعديل الخلايا الاصطناعية المغلفة لإنزيم السايتوكروم بّي450 الذي يحول هذا الدواء الأولي إلى الشكل الفعال بحيث يتجمع عند السرطان البنكرياسي أو من طريق زرع الخلايا الاصطناعية قرب موقع الورم. هنا، يكون التركيز الموضعي للفوسفاميد النشط أكبر بكثير من بقية الجسم وبذلك يمنع التسمم الجهازي. كان العلاج ناجحًا في الحيوانات وأظهر تضاعفاً في متوسط النجاة للمرضى المصابين بمراحل متقدمة من سرطان البنكرياس خلال اختبارات المرحلة الأولى/ الثانية للتجارب السريرية وتضاعف معدل البقاء على قيد الحياة لمدة عام واحد ثلاث مرات.

### العلاج الجيني
في علاج الأمراض الوراثية، يهدف العلاج الجيني إلى إدخال الجينات أو تغييرها أو إزالتها داخل خلايا الفرد المصاب. تعتمد التقنية بشكل كبير على الناقلات الفيروسية التي تثير مخاوف بشأن الطفرات الجينية والاستجابة المناعية الجهازية التي أدت إلى وفيات بشرية وتطور سرطان الدم في أثناء التجارب السريرية. كما أبطل الحاجة للنواقل أن البلازميد أو الحمض النووي المجرد الذي يعد نظام النقل الخاص به يواجه عدة مشاكل منها انخفاض كفاءة النقل وضعف استهداف الأنسجة عند إعطائه بشكل دوري.[30]
صنفت الخلايا الاصطناعية كناقل غير فيروسي من خلال تغليف خلايا غير ذاتية معدلة وراثيًا وزرعها لإيصال البروتينات المهجنة للجسم الحي. أثبت هذا النوع من العزل المناعي فعاليته لدى الفئران من خلال إيصال خلايا اصطناعية تحتوي على هرمون نمو خاص بالفئران حيث عالج تأخر النمو في فئران حدثت لها طفرات. تطورت بعض هذه الاستراتيجيات للتجارب السريرية البشرية لعلاج سرطان البنكرياس والتصلب الجانبي والسيطرة على الألم.